# 1st Marine Division
Die 1st Marine Division (deutsch 1. Marineinfanteriedivision, kurz 1stMarDiv) in Camp Pendleton, Kalifornien ist die älteste, höchstdekorierte und größte aktive der vier Divisionen des US Marine Corps. Sie hat eine kampfbereite Truppenstärke von mehr als 22.000 Soldaten und wird von Major General Benjamin T. Watson kommandiert.

## Geschichte
Am 8. März 1911 wurde das erste Regiment der Division formiert. Das 1st Marine Regiment, traditionell wird verkürzt zu 1st Marines, wurde in Guantánamo Bay, Kuba gebildet und nahm während des Ersten Weltkriegs an Operationen in der Karibik teil. Ein weiteres Regiment, das 5th Marines, wurde am 13. Juli 1914 in Vera Cruz, Mexiko ausgehoben. Das 5th Marines nahm an 15 größeren Gefechten während des Ersten Weltkriegs teil, darunter die Schlacht im Wald von Belleau, die Schlacht um Château-Thierry und die Schlacht von St. Mihiel. 1917 wurde das 7th Marine Regiment in Philadelphia, Pennsylvania aktiviert. Es war in Kuba stationiert und wurde nach dem Ende des Ersten Weltkrieges aufgelöst, um 1941 reaktiviert zu werden. Das letzte der Regimenter, das 11th Marine Regiment, wurde im Januar 1918 in Quantico, Virginia, als leichtes Artillerie-Regiment aufgestellt. Das 11th Marines wurde in Frankreich als Infanterie-Einheit, bestehend aus einer Maschinengewehr-Kompanie und einer Wachkompanie, eingesetzt. Zwischen den Weltkriegen wurde das Regiment zweimal außer Dienst gestellt und wieder reaktiviert, zuletzt 1940 als schweres Artillerie-Regiment.

### Zweiter Weltkrieg
Im Zweiten Weltkrieg wurde die 1st Marine Brigade zur Division aufgewertet und am 1. Februar 1941 auf dem Schlachtschiff Texas in 1st Marine Division umbenannt. Ihr erster Kommandeur war General Holland M. Smith.
Die Schlacht um Guadalcanal, die am 7. August 1942 begann, war die erste große amerikanische Offensive des Zweiten Weltkriegs. Der Sieg der Marines brachte ihnen die erste von drei Presidential Unit Citations (PUC, dt.: Einheitenauszeichnung des US-Präsidenten) während des Zweiten Weltkriegs ein, die anderen beiden wurden für die Schlachten um Peleliu und Okinawa verliehen.

### Koreakrieg

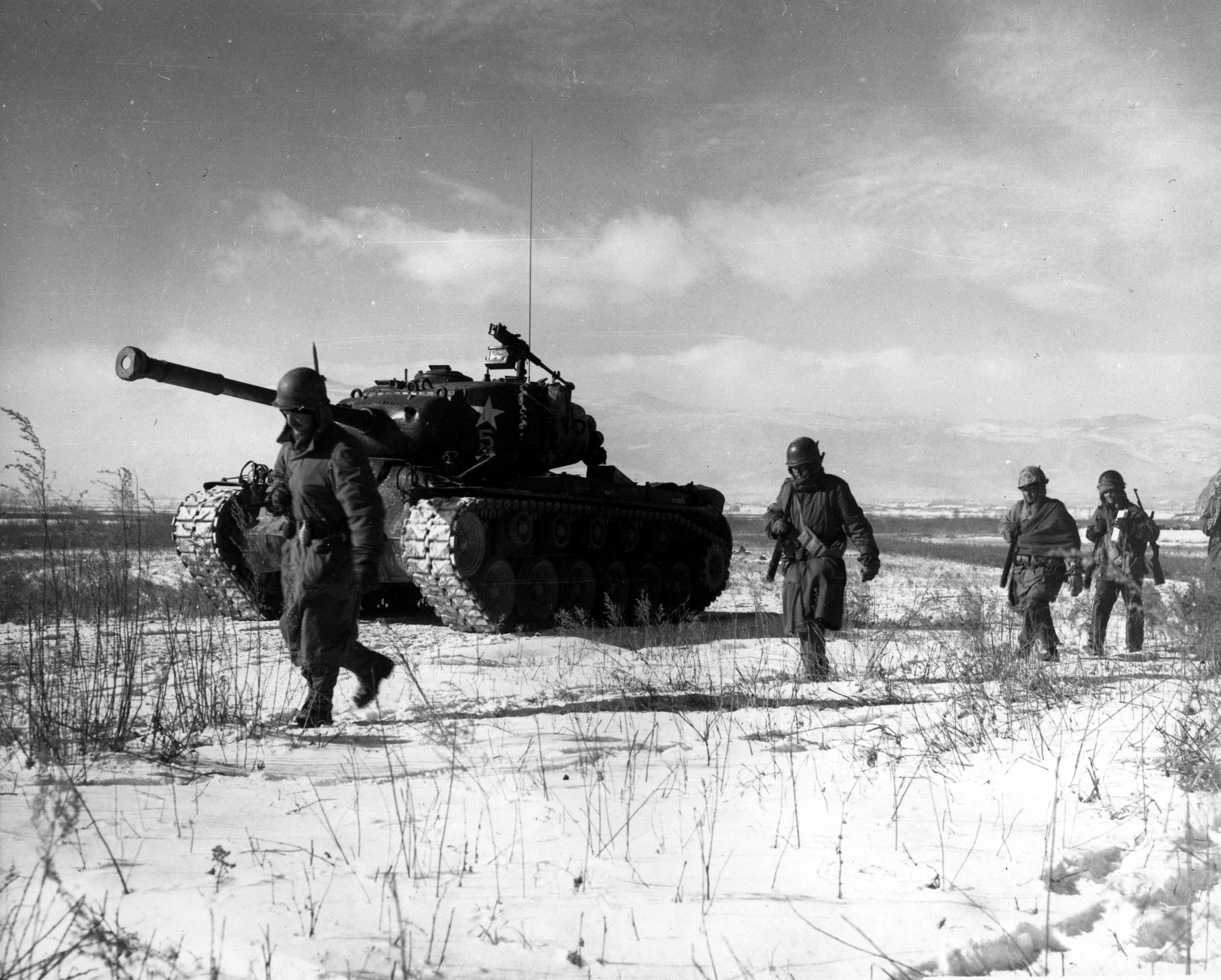
Kolonne der 1st Marine Division während der Schlacht um den Changjin-Stausee

Im Koreakrieg nahm die 1st Marine Division, unter dem Oberkommando von General of the Army MacArthur während der Operation Chromite an der Landung bei Incheon teil. Die „alte Brut“ der Division (The Old Breed) war die erste Wahl, den Angriff am 15. September 1950 anzuführen, und wurde infolgedessen mit einer weiteren PUC geehrt. Die fünfte Einheitenauszeichnung wurde für den Angriff der Division „in die Gegenrichtung“ verliehen, bei dem sie sich den Weg aus dem frostigen Chosin-Reservoir gegen sieben Divisionen der Volksbefreiungsarmee Chinas freikämpfte. Die Chinesen verloren schätzungsweise 37.500 Soldaten bei dem Versuch, den Marsch der Marines aus dem Frozen Chosin zu stoppen. Für die Kämpfe zwischen April und September 1950 wurde der Division ihre sechste PUC verliehen.
Während der Kubakrise 1962 wurde das 2. Bataillon des 1st Marines zurück nach Kuba beordert, um für zwei Monate mit 11.000 Marines der 5. Marine Expeditionary Brigade die maritime Blockade zu unterstützen, die den Abzug der Raketen von Kuba bewirkte, deren Stationierung die Krise ausgelöst hatte.

### Vietnamkrieg
Weniger als drei Jahre später wurde die Division im Vietnamkrieg wieder eingesetzt. 1965 nahm das 7th Marines an den Operationen Starlite und Piranha teil, die die ersten großen Bodenkampfhandlungen der US-Streitkräfte in Südvietnam darstellten. Ein Jahr später wurde dann das Divisionshauptquartier nach Chu Lai verlegt, und ab Juni 1966 war die gesamte Division in Südvietnam stationiert. Ihr Einsatzgebiet waren dabei die südliche Provinzen des 1. Korps der US Army Quang Tin und Quang Ngai. Zwischen März und Oktober 1966 bis Mai 1967 führte die Division 44 benannte Operationen aus.
Während der Tet-Offensive 1968 war die Division in heftige Kämpfe mit dem Vietcong und der Vietnamesischen Volksarmee verwickelt und warf dabei erfolgreich feindliche Angriffe in ihrem Operationsgebiet zurück. Und erhielt die 7. und 8. PUC.
Nach sechs harten Kriegsjahren kehrte die 1st Marine Division 1971 nach Camp Pendleton, Kalifornien zurück. Nach dem Fall von Saigon 1975 unterstützte die Division die Evakuierung von Saigon mit Nahrungsmittellieferungen und vorübergehender Aufnahme von vietnamesischen Flüchtlingen in Camp Pendleton.

### Zweiter Golfkrieg
Während der Operationen Desert Shield 1990 nahm die Division innerhalb der I. Marine Expeditionary Force (I MEF) an der Verteidigung Saudi-Arabiens gegen irakische Truppen teil.
1991 während der Operation Desert Storm bildete die 1st Marine Division zusammen mit der 2nd Marine Division den Kern des massiven Truppenaufgebots, das im Südosten nach Kuwait eindrang, um der Invasion Kuwaits durch den Irak Einhalt zu gebieten. In einer 100 Stunden dauernden Bodenoffensive halfen die Marines, die Republikanischen Garden des Irak niederzuwerfen und Kuwait zu befreien.

### 1990er Jahre
Direkt nach dem Konflikt am Persischen Golf sandte die Division Einheiten nach Bangladesch, um nach einem Taifun humanitäre Hilfe zu leisten (Operation Sea Angel). Nach dem Ausbruch des Vulkans Pinatubo auf den Philippinen wurden auch dort Kontingente der 1. Marine Division für humanitäre Hilfe eingesetzt (Operation Fiery Vigil).
Im Dezember 1992 während der UNO-Hilfsmission Operation Restore Hope landete die 15. Marine Expeditionary Unit in Somalia und wurde dabei vom Battalion Landing Team des 2. Bataillons, 9th Marines der Division unterstützt. Insgesamt wurden während der Operation in der Stadt 15.000 Tonnen Nahrung von 398 verschiedenen Ausgabestellen erfolgreich verteilt. Am Ende der UNO Mission wurde die US-Friedensstreitkraft in eine UN-Friedensstreitkraft gewandelt, und damit endete am 27. April 1993 offiziell das Engagement der Marines in Somalia, als pakistanische Kräfte ihren humanitären Hilfssektor in Mogadischu übernahmen.

### Irakkrieg
Nach der Invasion des Irak durch US-Truppen 2003 (Operation Iraqi Freedom) war die 1st Marine Division im Irak stationiert und fungierte dort auch nach dem offiziellen Ende des Krieges als Besatzungsmacht. Für den Einsatz erhielt die Division die 9. PUC.
Die Division wurde im Februar 2004 zurück in den Irak verlegt, um die Provinz Al-Anbar westlich von Bagdad zu kontrollieren. Dort nahm sie als Kerneinheit der US-Truppen an der Operation Vigilant Resolve teil sowie an der Operation Phantom Fury. Im Februar und März 2005 wurde sie von der 2nd Marine Division abgelöst. Dies war die größte Entlastungs- und Ablöseoperation des Marine Corps in seiner Geschichte.

### Afghanistan
2010 wurde die 1st Marine Division in der Provinz Helmand stationiert.

## Auftrag
Hauptauftrag der 1st Marine Division ist die Durchführung amphibischer Landungsoperationen sowie maritimer und litoraler Landoperationen.

## Organisation

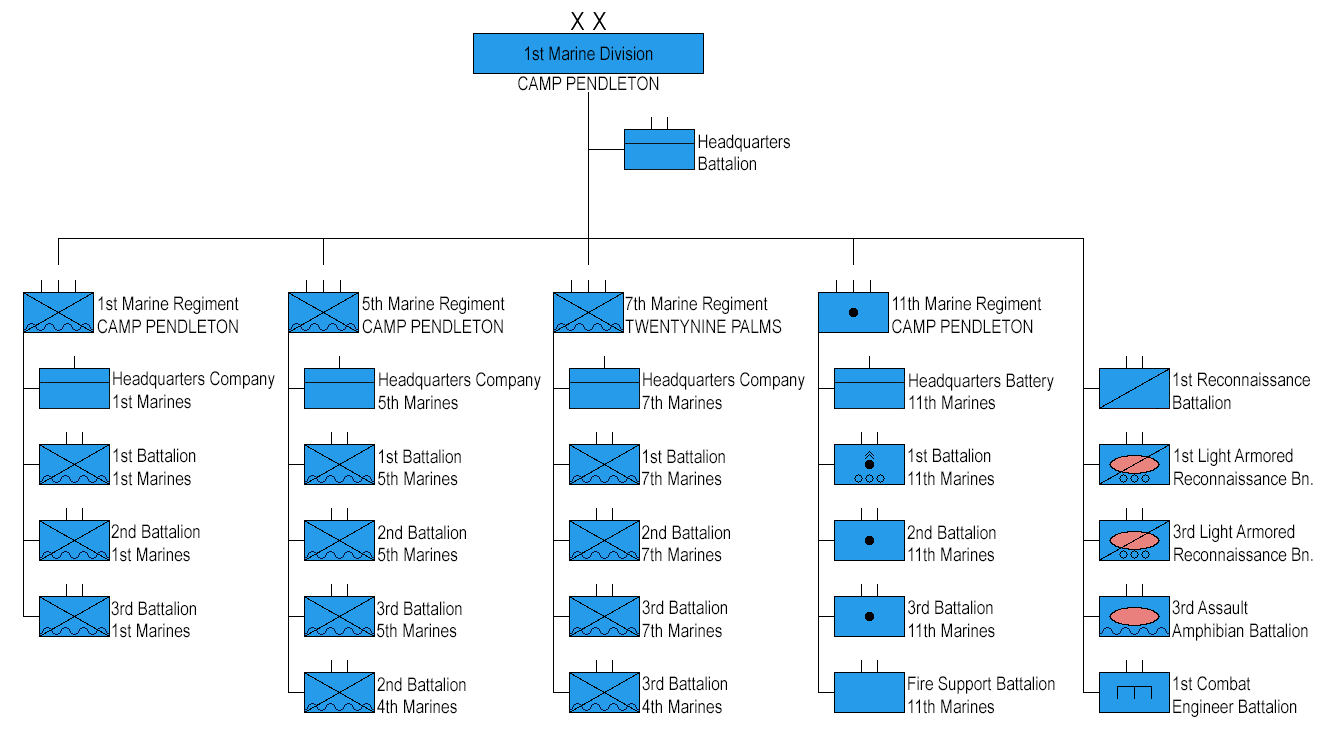
Organigramm der 1st Marine Division

Die Division wird heute als Landkampfkomponente (ground combat element) der I. Marine Expeditionary Force (I MEF) oder als speziell aufgabenorientierte Kraft für Angriffsoperationen eingesetzt. Die Division muss daher in der Lage sein, amphibische Operationen mit der US Navy in jeglicher Umgebung durchzuführen.
Gliederung der 1st Marine Division
- Hauptquartier-Bataillon[3]
- 1st Marine Regiment (Infanterie)[4]
  - 1st Battalion, 1st Marines
  - 2nd Battalion, 1st Marines
  - 3rd Battalion, 1st Marines
  - 1st Battalion, 4th Marines
- 5th Marine Regiment (Infanterie)[5]
  - 1st Battalion, 5th Marines
  - 2nd Battalion, 5th Marines
  - 3rd Battalion, 5th Marines
  - 2nd Battalion, 4th Marines
- 7th Marine Regiment (Infanterie)[6]
  - 1st Battalion, 7th Marines
  - 2nd Battalion, 7th Marines
  - 3rd Battalion, 7th Marines
  - 3rd Battalion, 4th Marines
- 11th Marine Regiment (Artillerie)[7]
  - 1st Battalion, 11th Marines (M777A2 Haubitzen)
  - 2nd Battalion, 11th Marines (M777A2 Haubitzen)
  - 3rd Battalion, 11th Marines (M777A2 Haubitzen)
  - 5th Battalion, 11th Marines (HIMARS Raketenwerfen)
- 1st Reconnaissance Battalion (leichtes Aufklärungsbataillon)[8]
- 1st Light Armored Reconnaissance Battalion (LAV-25 Aufklärungsbataillon)[9]
- 3rd Light Armored Reconnaissance Battalion (LAV-25 Aufklärungsbataillon)[10]
- 1st Combat Engineer Battalion (Pionierbataillon)[11]
- 3rd Assault Amphibian Battalion (AAVP-7A1 amphibisches Bataillon)[12]
- 1st Marine Division Band[13]

Diese Einheiten bilden, mit Ausnahme der Divisionskapelle, eine kampfbereite Streitkraft von mehr als 22.000 Soldaten.

### Stabsbataillon
Das Stabsbataillon unterstützt den Stab der Division und setzt sich aus einer Stabs- und einer Unterstützungskompanie, einer Militärpolizeikompanie, einer Fernmeldekompanie und einer Transportkompanie zusammen.

### 1st, 5th, 7th und 11th Marines
Die Regimenter 1st, 5th und 7th Marines bestehen jeweils aus einer Stabskompanie und vier Infanteriebataillonen, wobei immer eines der Bataillone außerhalb der Vereinigten Staaten stationiert ist. Die Bataillone des 4th Marine Regiment der 3rd Marine Division sind in Friedenszeiten den Regimentern der 1st Marine Division unterstellt.
Die Infanteriebataillone sind die taktischen Grundeinheiten, die die Regimenter nutzen, um ihre Missionen, die beispielsweise das Aufspüren und Vernichten von feindlichen Einheiten umfassen, auszuführen.
Das Artillerieregiment 11th Marines besteht aus einer Stabsbatterie und vier Artilleriebataillonen. Das Regiment ist während amphibischer Angriffe und an Land die primäre Feuerunterstützung der Division. Mit direkten oder gestreutem Geschützfeuer unterstützt es nach Anforderung durch die Infanteriekommandeure Einheiten, die an der Front kämpfen. Das Hauptgeschütz der 11th Marines ist die 155-mm-Howitzer M198.

### Weitere untergeordnete Einheiten
Das 1st Tank Battalion wurde am 1. November 1941 aktiviert und war auf der Marine Corps Base Twentynine Palms, Kalifornien stationiert, bis es im Mai 2021 aufgelöst wurde. Zu den Haupteinsatzgebieten gehörte die Gefechtsunterstützung der Division in Form von amphibischen Landungen, gepanzertem Geschützfeuer und schnellem Vorrücken und Vernichten der feindlichen Kräfte. Als separates Bataillon war es verantwortlich für die Bereitstellung gepanzerter Fahrzeuge, die Panzerabwehr und für Stabsexpertisen in ihrem Aufgabenbereich. Ihr Hauptkampfmittel war der Kampfpanzer M1A1 Abrams.
Das 1st Combat Engineer Battalion ist der Pionierverband der Division. Die 3rd Combat Engineer Battalion wurde im August 2014 aufgelöst.
Der Auftrag des 3d Assault Amphibian Battalion ist der Überwassertransport der amphibischen Angriffseinheiten der Landungstruppen von amphibischen Landungsdockschiffen aus und die mechanisierte Unterstützung der Operationen an Land. Die Amphibius Assault Vehicles (AAV7A1), Amtrak genannt, werden bei Landungsoperationen primär zum Truppentransport eingesetzt.
Die Division hat zudem zwei leichtgepanzerte Aufklärungsbataillone, deren Aufgabe darin besteht, Informationen über Truppenbewegungen, Sicherheitsbemühungen und Ausrüstung feindlicher Einheiten zu sammeln. Im Rahmen ihrer Möglichkeiten können sie dabei kleinere Offensiven oder Rückzugsgefechte führen. Das 1st Light Armored Reconnaissance Battalion (LAR) wurde am 31. Mai 1985 ausgehoben, während das 3d LAR Battalion ein Jahr später aktiviert wurde.
Die Division reaktivierte das 1st Reconnaissance Battalion am 8. Juni 2000, nachdem es 1937 ursprünglich gegründet wurde. Vor 1944 bestand die Aufklärung des US Marine Corps hauptsächlich aus Späher- und Scharfschützeneinheiten. Im April 1944 wurde dann ein zwei Kompanien umfassendes Aufklärungsbataillon, mit der Aufgabe der Strand- und Meeresaufklärung, gegründet. Heute hat das Bataillon ein breitgefächertes Aufgabenspektrum, welches unterstützende taktische und Spezialoperationen für die Division umfasst.

## Führung
Die Kommandogruppe (Command Group) des Divisionsstabes besteht aus Kommandeur Major General, seinem Stellvertreter im Rang eines Brigadier General, dem Stabschef im Rang eines Colonel sowie dem Sergeant Major und dem Command Master Chief der Division.
| Name                           | Beginn der Berufung | Ende der Berufung |
| ------------------------------ | ------------------- | ----------------- |
| Benjamin T. Watson             | Juli 2022           |                   |
| Roger B. Turner Jr.            | September 2020      | Juli 2022         |
| Robert F. Castellvi            | Juli 2018           | September 2020    |
| Eric M. Smith                  | Juni 2017           | Juli 2018         |
| Daniel J. O’Donohue            | September 2015      | Juni 2017         |
| Daniel D. Yoo                  | Juli 2015           | September 2015    |
| Lawrence D. Nicholson          | Juni 2013           | Juli 2015         |
| Ronald L. Bailey               | Juni 2011           | Juni 2013         |
| Richard P. Mills               | Juli 2009           | Juni 2011         |
| Thomas D. Waldhauser           | September 2007      | Juli 2009         |
| Richard P. Mills (Interim)     | 22. Mai 2007        | September 2007    |
| John M. Paxton, Jr.            | 8. August 2006      | 22. Mai 2007      |
| Richard F. Natonski            | August 2004         | 8. August 2006    |
| James N. Mattis                | 2002                | 2004              |
| James T. Conway                | 2000                | 2002              |
| Gregory S. Newbold             | 1999                | 2000              |
| Michael W. Hagee               | 1998                | 1999              |
| John H. Admire                 | 1996                | 1998              |
| Frank Libutti                  | 1994                | 1996              |
| Charles E. Wilhelm             | 1992                | 1994              |
| James M. Myatt                 | 1990                | 1992              |
| John P. Monahan                | 1988                | 1990              |
| J. J. McMonagle                | 1986                | 1988              |
| Matthew T. Cooper              | 1986                | 1986              |
| Clyde D. Dean                  | 1985                | 1986              |
| Ernest C. Cheatham             | 1982                | 1985              |
| James L. Day                   | 1980                | 1982              |
| Francis X. Quinn               | 1979                | 1980              |
| Charles L. Cooper              | 1977                | 1979              |
| Marc A. Moore                  | 1977                | 1977              |
| Edward A. Wilcox               | 1976                | 1977              |
| Charles D. Mize                | 1975                | 1976              |
| William L. McCulloch           | 1974                | 1975              |
| Kenneth J. Houghton            | 1973                | 1974              |
| Adolph G. Schwenk              | 1972                | 1973              |
| Ross T. Dwyer                  | 1971                | 1972              |
| Charles F. Widdecke            | 1970                | 1971              |
| Edwin B. Wheeler               | 1969                | 1970              |
| Ormond R. Simpson              | 1968                | 1969              |
| Carl A. Youngdale              | 1968                | 1968              |
| Donn J. Robertson              | 1967                | 1968              |
| Herman Nickerson, Jr.          | 1966                | 1967              |
| Lewis J. Fields                | 1965                | 1966              |
| Edward H. Hurst                | 1965                | 1965              |
| W. T. Fairbourn                | 1963                | 1965              |
| Herman Nickerson, Jr.          | 1962                | 1963              |
| James M. Masters, Sr.          | 1961                | 1962              |
| Frederick E. Leek              | 1961                | 1961              |
| Henry R. Paige                 | 1959                | 1961              |
| Thomas F. Riley                | 1959                | 1959              |
| Edward W. Snedeker             | 1958                | 1959              |
| Harvey C. Tschrgi              | 1958                | 1958              |
| David M. Shoup                 | 1957                | 1958              |
| Robert O. Bare                 | 1956                | 1957              |
| Merrill B. Twining             | 1955                | 1956              |
| Robert E. Hogaboom             | 1954                | 1955              |
| Robert H. Pepper               | 1954                | 1954              |
| Randolph M. Pate               | 1953                | 1954              |
| Ewin A. Pollock                | 1952                | 1953              |
| John T. Selden                 | 1952                | 1952              |
| Gerald C. Thomas               | 1951                | 1952              |
| Oliver P. Smith                | 1951                | 1951              |
| Lewis B. Puller                | 1951                | 1951              |
| Graves B. Erskine              | 1947                | 1950              |
| A. B. Lasswell (kommissarisch) | 1947                | 1947              |
| Samuel L. Howard               | 1946                | 1947              |
| Keller E. Rockey               | 1946                | 1946              |
| DeWitt Peck                    | 1945                | 1946              |
| Pedro A. del Valle             | 1944                | 1945              |
| William H. Rupertus            | 1943                | 1944              |
| Alexander A. Vandegrift        | 1942                | 1943              |
| Philip H. Torrey               | 1941                | 1942              |
| Holland M. Smith               | 1941                | 1941              |